# Lamponina asperrima
Lamponina asperrima är en spindelart som först beskrevs av Hickman 1950.  Lamponina asperrima ingår i släktet Lamponina och familjen Lamponidae.
Artens utbredningsområde är Sydaustralien. Inga underarter finns listade i Catalogue of Life.